# ヒストモナス
ヒストモナス (Histomonas）は、寄生性の原生生物であり、ニワトリ、シチメンチョウ、ウズラ、キジなどの鳥類に感染してヒストモナス症（黒頭病）を引き起こす病原虫である。上記以外にも多くの鳥に感染するが、特にシチメンチョウでは致死性が高い。

## 特徴
ヒストモナス属はヒストモナス・メレアグリディス H. meleagridis ただ1種のみが知られている。細胞は球形ないしアメーバ型で、直径は 8–28 μm 程度、単鞭毛を持つ。軸桿などの細胞的特長はトリコモナス類に準じる。

## 病理
ヒストモナスは多くの場合、盲腸棲のセンチュウ（盲腸虫）の1種 Heterakis gallinarum の胚形成卵を介して感染する。一部で鳥間の直接感染も確認されている。H. gallinarum の幼生は3種のミミズから見つかっており、これを鳥が食べることで感染すると考えられている。このセンチュウの卵は土壌に多く存在しており、かつ何年にも渡って残存している。これをミミズが食べるとその体内で幼生となる。鳥によってミミズが消化されると、センチュウの幼生からヒストモナスが鳥体内に放出され、盲腸の組織中で急速に増殖する。ヒストモナスは粘膜下組織や粘膜筋板へと移動して重度の壊死を引き起こした後、循環器系や腹膜腔を通じて肝臓へと拡散し、さらに重篤な壊死をもたらす。ヒストモナスは腸内細菌やコクシジウムのような他の腸内生物と相互作用を持つため、病原性の強さもそれらに依存的であるとされている。